# Грабарка (заповідне урочище, 4,9 га)
Грабарка — заповідне урочище місцевого значення. Об'єкт розташований на території Городенківського району Івано-Франківської області, село Вербівці.
Площа — 4,9000 га, статус отриманий у 1983 році.